# Fraus
Dans la mythologie romaine, Fraus (en français « Fraude ») est la déesse de la Trahison et de la Tromperie, fille d’Orcus ou bien d'Érèbe et de Nox. On la représente comme une jeune femme à la queue de serpent, cachant ses difformités.
Elle est l'équivalent latin de la déesse grecque Apaté (en grec ancien Ἀπάτη), qui apparaît pour la première fois, fille de la Nuit, dans la Théogonie d'Hésiode.
Martianus Capella, avec humour, en fait une possible compagne de Mercure, dont l'un des rôles était d'être le dieu des marchands et des voleurs.
En latin, c’est également une exclamation signifiant « Voleur ! ».